# 蓬莱柿
蓬莱柿（ほうらいし）は、日本で栽培されてきたイチジクの品種の一つ。

## 名称
「外国の柿のように甘い果実」ということが名前の由来と言われており、そのことから「南蛮柿」（なんばんがき）や「唐柿」（とうがき）といった呼び名もある。他に、「蓬莱」はこの品種が日本に伝来した当時、イチジクは不老不死の薬として扱われ、不老不死の仙人が住む土地の「蓬莱」にちなんでいるという説もある。また蓬莱柿という名称から『日葡辞書』では「柿」の訳語は「Figos de Iapão como maçãas（林檎のような日本のいちじく）」となり「いちじく」の訳語が「柿」となっていた。
また、明治後期以降に桝井ドーフィンなどの品種が輸入されるより前に伝来したため、「日本種」や「在来種」、「日本いちじく」に「早生（わせ）日本種」と呼称する場合もある。他に、果皮の色づきから「白イチジク」という名称もある。

## 歴史
日本におけるイチジクは江戸時代初期にポルトガル人の手によってペルシャ原産のイチジクが、中国もしくは南洋方面から長崎に伝わったとされ、当時は薬用植物として利用されていた。これが日本で最初に渡ってきたイチジク、蓬莱柿である。
江戸時代中期の類書である『和漢三才図会』でもその名が記載されており、「俗に唐柿という。一月にして熟すゆえに一熟と名づく」と説明されているほか、ディエゴ・コリャード編『羅西日辞典』でも蓬莱柿は「Nanbangaqi（南蛮柿）」として記載されている。
明治時代になると現在の新潟県新発田市五十公野（いじみの）地区などで栽培が始まり、現在も続いている。
一方で、明治後期に桝井ドーフィンがアメリカから伝来すると、これと比べて実が小さく柔らかい蓬莱柿は、反対に果実が大きく、収量も多く、果皮が丈夫で輸送性に優れる桝井ドーフィンにシェアを奪われていき、後に桝井ドーフィンが日本のイチジク販売量の約8割を占めるに至った。しかし、現在でもイチジク生産のうち約2割は蓬莱柿が占めている。

## 特徴
蓬莱柿の果実の平均サイズは60～100gくらいとやや小さめで、果皮は黄緑がかった褐色～赤紫色を呈し、プチプチとした食感が特徴である。完熟果はとても甘く、桝井ドーフィンにはない独特の風味がある。秋果のイチジクだが、果実の熟成はやや遅めで、雨が降ると果実が裂けやすい。非常に皮が薄く柔らかいため、まるごと食べることができるのも特徴の一つである。
また、先述の通り身が小さく柔らかいため、傷みが早く輸送に不利であるほか、生産量自体も少なめであることや、霜や地面の凍結には耐えられないことから日本全国で栽培できず、主に西日本で栽培され、東日本には出回ることがなかった。しかし近年輸送技術が向上し、インターネットなどを通じて販売および購入ができるようになったため、少しずつではあるが全国で食べられるようになってきた。
桝井ドーフィンと比べ株枯病（イチジクにおいて最も深刻な病害の一つ）に罹りにくいが、抵抗性と言えるほど強くはない。

## 生産
広島県尾道市が蓬莱柿の生産量トップと言われており、そのほかにも愛媛県や福岡県、中国地方など、西日本を中心に多く栽培されている。
また、島根県の出雲市多伎町も蓬莱柿で有名であり、「いちじくフェア」を開催していたり、小ぶりだが甘味が強い「多伎いちじく」を生産している（蓬莱柿の一つ）。
農文協による調査では緑枝接ぎ木の成功率が67％、接ぎ木と挿し木を同時に行う「接ぎ挿し（別名：挿し木接ぎ）」では桝井ドーフィンやとよみつひめ同様親和性が高く、接ぎ木の成功率は80％ほどであることが確認されている。